# 自然環境保全基礎調査

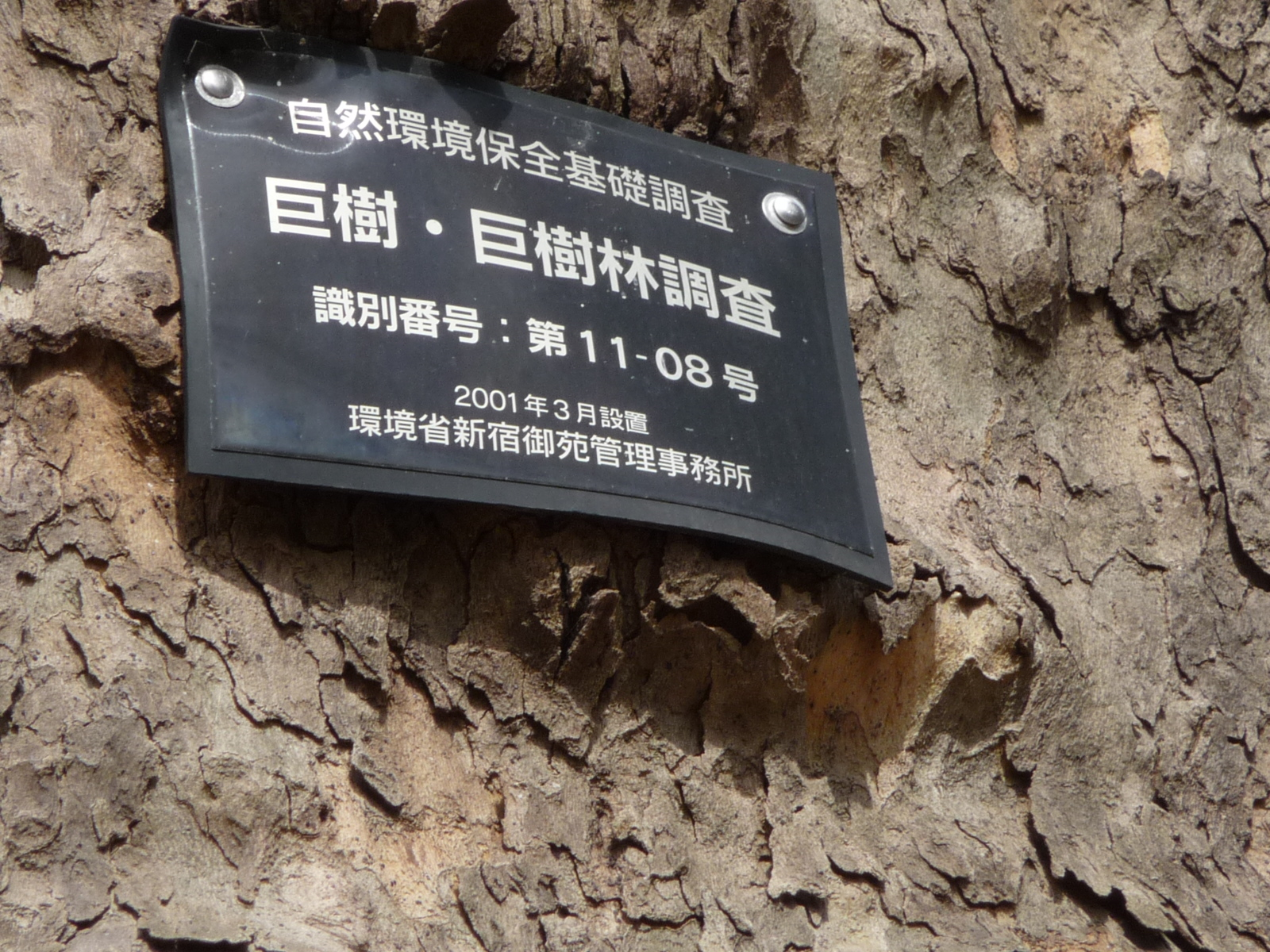
巨樹・巨樹林調査、識別番号

自然環境保全基礎調査（しぜんかんきょうほぜんきそちょうさ）とは緑の国勢調査とも呼ばれ、自然環境保全法に基づき昭和48年（1973年）度よりおおよそ5年に一度を目安に実施される、日本における自然環境の現況及び改変状況を認識し、自然環境保全施策の策定に必要な基礎調査である。
調査結果は報告書並びに地図およびウェブ上で公開されており、これらは自然環境調査の基礎資料として自然保護行政（自然公園の指定・計画等）、環境アセスメント等各所に活かされている。

## 調査対象
- 植生調査
- 特定植物群落調査
- 巨樹・巨木林調査
- 身近な生きもの調査
- 動植物分布調査
- 河川調査
- 湖沼調査
- 湿地調査
- 海岸調査
- 藻場調査
- 干潟調査
- サンゴ礁調査
- 海の生きもの調査
- 上記調査の総合とりまとめ

## 沿革
昭和48年（1973年）度に環境庁（当時）によって第1回目基礎調査は実施され、昭和49年（1974年）度 - 昭和50年（1975年）度に調査結果が報告された。これまで全国レベルの自然環境基礎調査は行われていなかったが、本調査の目的は、科学的な視点から見た調査の実施で日本の自然の現状を正確かつ総合的に認識し、保護・復興すべき自然が何であるかを明確にし、全国的な自然保護行政を推進するべく基礎資料を整備することであった。
第1回基礎調査は全国的な基礎調査としては初であり、国土の急速な改変が進んでいるさなかのことでもあり、保護施策を講ずべき対象が何処にあるのかを急ぎ明らかにせねばならなかったため、調査対象は限定された。
一方、昭和53年（1978年）度 - 昭和54年（1979年）度に行われた第2回基礎調査では、主に自然環境に関する網羅的、客観的な基礎情報の採集の調査を実施した。基礎情報を5年に一度繰り返し収集するという本調査の目的をより明確にした。但し、日本及びその周辺を短期間で集計・解析して日本のおかれている自然環境を網羅することは困難である。そのため以下の5点に目標を絞り昭和53年（1978年）度、54年（1979年）度の2ヶ年をかけて実施した。データの集計・解析は昭和55年（1980年）度 - 昭和57年（1982年）度に行い、結果を公表した。
以下より引用
1. 自然保護上重要な動植物に関する選定及び評価基準を定め、それに基づいた動植物リストを作成し、リストアップされた動植物の生息地と生息状態について把握する。
2. 自然環境の基本情報図として、縮尺5万分の1の植生図（全国の約2分の1の地域について）を整備する。
3. 広域に生息する大型野生動物の分布状況を把握する。
4. 海岸、河川、湖沼の自然環境がどの程度人為的に改変されているかについて把握し、これらのうち、人為により改変されていない、自然状態のままの地域をリストアップする。
5. 以上の諸情報を体系的・総合的に整理し、これらのデータを行政機関だけでなく、国民一般が広く利用できるように公開する。

引用終わり
昭和58年（1983年）度 - 昭和62年（1987年）度に実施された第3回基礎調査では、第2回基礎調査の内容を踏襲しつつも調査内容を拡大し、調査対象を主要分類群の全種に拡大（動植物分布調査（全種調査））、一般国民の協力による、居住地周辺の自然についての調査（動植物分類調査（環境指標調査））、景観の形作る地形に着目した自然景観についての調査（自然景観資源調査）をそれぞれ行った。
昭和63年（1988年）度 - 平成4年（1992年）度に実施された第4回基礎調査では、基本的には第3回基礎調査を踏襲し、前回調査からの変化の把握を目的とした。また巨樹・巨木林の分布等の調査を実施（巨樹・巨木林調査）、従来は一級河川の幹川などを対象に実施していた調査を、今回は主要な二級河川の 幹川及び一級河川の支川等を対象に実施したこと（河川調査）、生態系全体の動態を観測し自然現象あるいは人為的影響を捉えるための調査（生態系総合モニタリング調査）を実施した。この調査は平成5年（1993年）度 - 平成6年（1994年）度にとりまとめを行った。
第5回基礎調査ではこれまでと同様の調査の他に湿地調査を行っていること、環境指標種調査では特定の種に絞って調査を実施していること、河川調査では第3回基礎調査と対象を同じ河川に戻している。また平成6年（1994年）度より、新たに動植物分布調査を生態系多様性地域調査とともに「生物多様性調査」として開始し、さらに平成8年（1996年）度より遺伝的多様性調査を追加、平成9年（1997年）度より、海辺調査、重要沿岸生物調査、海棲動物調査の3つを「海域自然環境保全基礎調査」として新たに開始している。 
第6回基礎調査および第7回基礎調査の概要は以下の通りである。
植生調査
これまでの植生図が現実との乖離が大きくなっており、最新の者にするため従来の5万分の1から2万5千分の1の植生図への改訂作業を行った。平成19年（2007年）度末までに、国土の39％について整備を達成した。平成16年（2004年）度以降はGISデータ作成に着手しており、作業の効率化のために衛星画像などリモートセンシングデータを使用した植生の把握にも取り組んでいる。
種の多様性調査（中大型哺乳類調査）
全国規模の中大型哺乳類（キツネ、タヌキ、カモシカ、アナグマ、マングース、ツキノワグマ、ヒグマ、シカ、ニホンザル、イノシシなど）の分布の分布調査並びに関連資料を把握し、第2回基礎調査との比較を行うことにより、自然環境保全施策の基礎資料を作成することを目的としている。第7回基礎調査では特定外来生物に指定されているアライグマの分布状況を調査した。平成19年（2007年）度以降はクマやニホンジカ等特定の哺乳類を対象とする分布状況調査を実施し、全国的な分布状況の把握、個体数・生息密度の推定を行っている。
生態系多様性調査（浅海域生態系調査）
干潟・藻場には多様な生物が生息しているだけでなく、水質浄化、魚類の繁殖とって欠かせない環境であるなど生態系にとって重要な役割を担っているが、これらの海域の生態系などの情報は現状では極めて少ない。そこで平成14年（2002年）度 - 平成18年（2006年）度にかけて「日本の重要湿地500」に選定されている藻場・干潟を対象に生物相の調査を行い、データを収集した。干潟については平成19年（2007年）度に結果を公表し、藻場については平成21年（2009年）度現在作成中である。